# Alessandro V di Macedonia
Alessandro V (in greco antico: Ἀλέξανδρος Ε`?; ... – Larissa, 294 a.C.) è stato un sovrano macedone antico, assieme al fratello Antipatro II, dal 297 al 294 a.C..
Fu il figlio minore di Cassandro I, del fondatore della dinastia, e di Tessalonica, sorellastra di Alessandro Magno.

## Biografia
Alessandro governò la Macedonia insieme a suo fratello Antipatro dal 297 al 294 a.C.
Quando Antipatro uccise la madre e lo estromise dal potere, egli  chiese aiuto a Pirro e Demetrio Poliorcete per risalire sul trono. Promise agli alleati un territorio costiero in Macedonia e le province di Ambracia, Acarnania, e Amfilochia.
Demetrio, secondo Plutarco, arrivò in aiuto dopo che Pirro si fu ritirato e quando le discordanze tra Alessandro e Antipatro erano già state risolte: Demetrio era quindi un alleato poco gradito e si dice che Alessandro, pur trattandolo con tutti i riguardi, avesse organizzato un piano per ucciderlo durante un banchetto, ma l'alleato lo scoprì e il giorno successivo partì, accompagnato da Alessandro fino in Tessaglia. Qui, a Larissa, cenò con Demetrio senza portare le guardie del corpo e venne assassinato insieme ai suoi amici, uno dei quali, si dice, esclamò che Demetrio era con loro fino al giorno prima.